# Carlos Schlieper
Carlos Schlieper (Buenos Aires, 23 de septiembre de 1902 - Buenos Aires, 11 de abril de 1957) fue un guionista y director de cine argentino. Dirigió numerosas películas y se destacó principalmente por las comedias que filmó durante la Época de Oro del cine argentino.

## Primeros años
Su padre, Hermann Heinrich Schlieper Feldmann (1842-1925), era un industrial de nacionalidad alemana y su madre, muy católica, era española (de Andalucía). Schlieper, que tenía tres hermanos varones y tres mujeres, recibió una educación esmerada que incluyó viajes al extranjero y estudios en una escuela secundaria en Suiza. Hablaba alemán, italiano. francés e inglés y obtuvo el título universitario de escribano, si bien nunca ejerció esa profesión.

## Su vinculación con el cine

### Década de 1930
Schlieper, que era aficionado a la fotografía, tuvo su primer contacto con la industria cinematográfica en 1937 cuando concurrió a los estudios de Establecimientos Filmadores Argentinos EFA –al parecer por invitación de Enrique Santos Discépolo con quien tenía amistad, a presenciar la filmación de escenas de la película Melodías porteñas que Discepolín protagonizaba dirigido por Luis José Moglia Barth filme en el que finalmente ambos quedaron como ayudantes del director.  
Entre 1938 y 1939 codirigió con Discépolo la película Cuatro corazones y como consecuencia del interés que le produjeron esas experiencias Schlieper filmó entre 1939 y 1940 cuatro cortometrajes de dos actos cada uno titulados El loco del Obelisco, Calle Libertad, La Familia Cemento Armado y Sansón de Cartón financiados con su propio dinero.

### Década de 1940
Ya con ese bagaje se presentó en EFA y obtuvo que lo contrataran en 1941 para dirigir Si yo fuera rica, una comedia light acerca de una ladrona de joyas con coguion de Antonio Zinny y la participación de Amanda Ledesma, actriz y cantante de tango muy popular en ese momento. Con ella como protagonista dirigió Papá tiene novia (1941) en el que es evidente el progreso del director y contó con la participación de Aída Luz, Alberto Bello, Zully Moreno y Felisa Mary. Para el crítico Domingo Di Núbila fue una película 

"vivaz, alegre, sentimental, evocó con humor ambientes y costumbres finiseculares, Fue un anticipo del Schlieper que luego triunfó en la comedia sofisticada y tuvo varios de los que serían luego sus elementos favoritos: visión optimista del amor, agilidad, complicaciones, chicas bonitas, ambientes vistosos y afinidades varias con su temperamento  mundano, su educación europeo-norteamericana, su cuna acaudalada y su admiración miltante por la belleza femenina."

Luego siguieron en 1942 Mañana me suicido y Bruma en el Riachuelo, un trasplante del sainete Rositas de olor de Carlos Arniches al que salvaron la gracia y la energía de Olinda Bozán. En 1943 filmó El sillón y la gran duquesa un vehículo divertido para el lucimiento de Olinda Bozán, que incluye algunas trucas y una somera referencia a la revolución rusa de 1917 con el solo fin de ubicar la historia referida a un duque ruso venido a menos que para recuperar unas alhajas escondidas en un sillón se casa con una mujer rica que lo había adquirido en un remate. Está basado en el cuento Las doce sillas de Illia Ilf y Eugeni Petrov y existen varias versiones posteriores del mismo tema, entre ellas la de Tomás Gutiérrez Alea (Cuba, 1962) y Mel Brooks (Las doce sillas, Estados Unidos, 1970).
Las tres ratas filmada en 1946 se refiere a la reacción de tres hermanas al quedar huérfanas y tiene un elenco de figuras de primera línea como Mecha Ortiz, Amelia Bence, María Duval, Miguel Faust Rocha, Santiago Gómez Cou, Ricardo Passano, Felisa Mary, Amalia Sánchez Ariño, y Floren Delbene. Sobre esta película dijo la crónica del diario La Nación: "…tiene excelente calidad cinematográfica, responde con sus imágenes al espíritu y emoción de la obra en que se inspira, sin buscar trascendencias que el libro llegó a sugerir con su penetración psicológica."
Según el crítico Abel Posadas, la película El misterioso tío Sylas (1947) es importante para conocer el duende de Carlos Schlieper, la capacidad para transformar en un monumento que llamaríamos camp a un filme irredimible desde el punto de partida: la elección de Elisa Christian Galvé como una huerfanita.
El mismo año Schlieper dirigió El retrato, película de la cual el crítico Roland opinó: “técnica muy cuidada, fotografía radiante, sonido impecable, escenografía lujosa.” Esta farsa brillante, llena de observaciones acerca de los prejuicios femeninos, marca el comienzo del mejor cine de Carlos Schlieper y de Legrand actriz de comedia.
De 1948 es la película de Carlos Schlieper Por ellos... todo, una película hogareña con una gran labor de Enrique Muiño. El mismo año dirigió La serpiente de cascabel sobre el romance de una colegiala algo crecida, encarnada por María Duval, con el nuevo profesor de música de un instituto personificado por Juan Carlos Thorry. Para la crónica del diario La Nación se trataba de  "una película en tono de farsa (...) el dinamismo no es precisamente el ritmo, sino premura. El realizador ha querido hacer un retrato veloz (...) María Duval se nos muestra con una nueva faz de sus posibilidades

### Década de 1950
De 1950 es la película Arroz con leche, con Esteban Serrador, Ángel Magaña, Malisa Zini y Amelita Vargas, que trata sobre una millonaria se hace pasar por madre de mellizos para conquistar a un abogado. De ella dijo el crítico Domingo Di Núbila que “los múltiples equívocos fueron explotados con destreza (…) Una celeridad del ritmo que estuvo cerca del torbellino” en tanto para el crítico King se trata de una comedia de enredos que como entretenimiento y como motivo reidero llega muy alto. El mismo año dirigió Esposa último modelo (1950) de la que se dijo que era una excelente comedia del mejor Carlos Schlieper, con Mirtha Legrand en su momento más brillante como comediante, y el resto del reparto destacándose en todas las líneas. El overlap (diálogo superpuesto) y la doble intención, en un muy buen ejemplo de filme de enredos. La obra teatral de Tito Insausti y Arnaldo Malfatti había sido estrenada en 1949 con Paulina Singerman y Daniel de Alvarado en los protagónicos.
También de 1950 es Cuando besa mi marido, acerca de los malentendidos provocados por una mujer que encuentra en el bolsillo de su esposo la carta de amor de una bailarina. Dijo King en el diario El Mundo, que Schlieper no cae en ningún momento en el recurso vulgar a pesar de que todo su desarrollo resuma peligrosa picardía, jugada a todo lujo con esa rapidez obligada en comedias de este tipo. Una buena comedia acerca del encubrimiento con la guerra de los sexos típica del director.
En 1951 dirigió Cosas de mujer,  tal vez la película más feminista de este director donde el adulterio y el lugar de la mujer en el mundo son los temas principales más reflexiva que abiertamente cómica, con una actuación sorpresa de Zully Moreno, bien dirigida en la comedia. y Los árboles mueren de pie de la cual se ha dicho que alcanza en la pantalla la fuerza y la comunicativa y contagiosa simpatía que le valiera tanto suceso en los escenarios… en suma: una película argentina de calidad.
Las campanas de Teresa (1957) muestra a la actriz Laura Hidalgo jugando un papel totalmente distinto de lo habitual: ya no es la falsa mujer fatal sino que ama, ríe, corre y juega … es un ser con vibración humana. Fue la última y la mejor actuación de esta actriz.
Schlieper también dirigió dos películas en México y en Chile.
Trabajó en forma continuada hasta su fallecimiento ocurrido el 14 de abril de 1957 a raíz de un ataque cardíaco.

## Valoración
Schlieper era un “gran observador y con una visión global del filme, donde todo debe armonizar. El trabajo integral del director obsesionado con los detalles y la forma y los contenidos, traduciendo detalles como escenografía – actuaciones, forma como montaje – encuadre – fotografía y contenidos como guion – diálogos.” Seguía al detalle cada paso en la producción y así la música, el guion, la iluminación, la fotografía y la escenografía respondían a una minuciosa elaboración. Contó Nélida Romero:

"Tomaba los guiones he ido marcando de manera cronometrada la duración de las tomas. Nada quedaba sin la anotación de los minutos o segundos correspondientes. No la llamaba guion técnico sino guía de rodaje. Esta era una tarea que realizaba completamente solo. Del mismo modo iba visualizando la película a medida que confeccionaba la guía. Así era posible saber cuántos personajes había en cada secuencia y donde estaban ubicados. Lo que hacía en el set de manera obsesiva en estudiar los encuadres. Esto implica también que la escenografía no era un simple adorno. En esos encuadres debían integrarla de manera definitiva a los personajes. Sostenía -y eso sí admitía haberlo copiado de manera rotunda de Lubitsch- que los actores estaban en la obligación de utilizar una silla, una mesa, una ventana o cualquier elemento para orientar al espectador."

## Filmografía
Director
- Las campanas de Teresa (1957)
- Alejandra (1956)
- Requiebro (1955)
- Mi marido y mi novio (1955)
- Detective (1954)
- Los ojos llenos de amor (1954)
- Mi mujer está loca (1954)
- El honorable inquilino (1951)
- Los árboles mueren de pie (1951)
- Cosas de mujer (1951)
- Arroz con leche (1950)
- Esposa último modelo (1950)
- Cuando besa mi marido (1950)
- Fascinación (1949)
- Cita en las estrellas (1949)
- Por ellos... todo (1948)
- La serpiente de cascabel (1948)
- El retrato (1947)
- El misterioso tío Silas (1947)
- Madame Bovary (1947)
- Pecadora (1947) (en México)
- Las tres ratas (1946)
- La honra de los hombres (1946)
- La casa está vacía (1945) (en Chile)
- El deseo (1944)
- El sillón y la gran duquesa (1943)
- Mañana me suicido (1942)
- Bruma en el Riachuelo (1942)
- Papá tiene novia (1941)
- Si yo fuera rica (1941)
- Cuatro corazones (1939)

Guionista
- Las campanas de Teresa (1957)
- Alejandra (1956)
- Mi marido y mi novio (1955)
- Vuelva el primero! (1952)
- Mi mujer está loca (1952)
- El honorable inquilino (1951)
- Cosas de mujer (1951)
- Arroz con leche (1950)
- Esposa último modelo (1950)
- Cuando besa mi marido (1950)
- El sillón y la gran duquesa (1943)
- Bruma en el Riachuelo (1942)
- Papá tiene novia (1941)
- El más infeliz del pueblo (1941)

Otros roles
Argumentista
- Mañana me suicido (1942)

Adaptador
- El sillón y la gran duquesa (1943)

Ayudante de dirección
- Melodías porteñas (1937)

Encuadre
- Peluquería de señoras (1941)
- Joven, viuda y estanciera (1941)
- Amor (1940)

Asesoría técnica
- Secuestro sensacional!!! (1942)
- Cándida millonaria (1941)